# رنگ شراب
رنگ شراب یکی از قابل تشخیص‌ترین ویژگی‌های شراب است. رنگ نیز عنصری اثرگذار در مزه شراب است، زیرا شراب‌های سنگین معمولا رنگ عمیق‌تری دارند. لوازم جانبی که به‌طور سنتی برای قضاوت در مورد رنگ شراب مورد استفاده قرار می‌گرفت طعم وین بود، فنجانی کم عمق که به فرد اجازه می‌داد رنگ مایع را در نور کم سرداب ببیند. رنگ عنصری در طبقه‌بندی شراب‌ها است.